# Helmut Höflehner
Helmut Höflehner (ur. 24 listopada 1959 w Gumpenbergu) – austriacki narciarz alpejski. Jego najlepszym występem na igrzyskach było 5. miejsce w zjeździe na igrzyskach w Sarajewie, na mistrzostwach świata najlepszym jego wynikiem było 7. miejsce w zjeździe na mistrzostwach świata w Bormio oraz 7. miejsce w tej samej konkurencji na mistrzostwach świata w Vail. Najlepsze wyniki w Pucharze Świata osiągnął w sezonie 1989/1990 kiedy to zdobył małą kryształową kulę w zjeździe, a w klasyfikacji generalnej zajął 5. miejsce.

## Sukcesy

### Puchar Świata

#### Miejsca w klasyfikacji generalnej
- 1979/1980 – 53.
- 1980/1981 – 30.
- 1981/1982 – 24.
- 1982/1983 – 24.
- 1983/1984 – 15.
- 1984/1985 – 8.
- 1985/1986 – 28.
- 1986/1987 – 42.
- 1987/1988 – 69.
- 1988/1989 – 8.
- 1989/1990 – 5.
- 1990/1991 – 20.
- 1991/1992 – 39.
- 1992/1993 – 58.
- 1993/1994 – 74.

#### Zwycięstwa w zawodach
1. Lake Louise – 12 marca 1983 (zjazd)
2. Cortina d’Ampezzo – 2 lutego 1984 (zjazd)
3. Val Gardena – 15 grudnia 1984 (zjazd)
4. Wengen – 19 stycznia 1985 (zjazd)
5. Garmisch-Partenkirchen – 26 stycznia 1985 (zjazd)
6. Val Gardena – 10 grudnia 1988 (zjazd)
7. Sankt Anton am Arlberg – 22 grudnia 1988 (zjazd)
8. Val d’Isère – 27 stycznia 1990 (zjazd)
9. Val d’Isère – 29 stycznia 1990 (zjazd)
10. Cortina d’Ampezzo – 4 lutego 1990 (zjazd)